# Monte Carlo Masters 2001
Il Monte Carlo Masters 2001  è stato un torneo di tennis giocato sulla terra rossa. È stata la 94ª edizione del Monte Carlo Masters, che faceva parte della categoria ATP Masters Series nell'ambito dell'ATP Tour 2001. Si è giocato al Monte Carlo Country Club di Roquebrune-Cap-Martin in Francia vicino a Monte Carlo, dal 16 al 23 aprile 2001.

## Campioni

### Singolare
Gustavo Kuerten ha battuto in finale  Hicham Arazi con il punteggio di 6–3, 6–2, 6–4.

### Doppio
Jonas Björkman /  Todd Woodbridge hanno battuto in finale  Joshua Eagle /  Andrew Florent con il punteggio di 3–6, 6–4, 6–2.